# Вселенские соборы

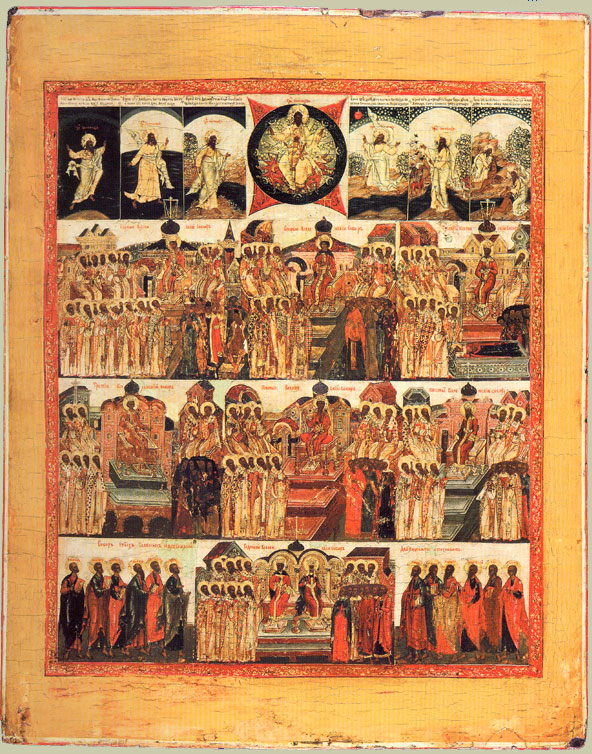
Семь Вселенских соборов, с Сотворением мира и Собором двенадцати апостолов
(икона, XIX век)

Вселе́нские собо́ры (греч. Σύνοδοι Οικουμενικαί, лат. Oecumenica Concilia) — собрания преимущественно епископата христианской Церкви в её вселенской полноте, на которых обсуждаются вопросы и выносятся решения доктринального (догматического), церковно-политического и судебно-дисциплинарного характеров.
В самом начале истории Церкви термин «Σύνοδος» (синод) — «собор» употреблялся применительно ко всякому церковному собранию. Однако, в течение III века термин стали употреблять по отношению к собраниям епископов (хотя присутствовать могли не только епископы) для управления Церковью. Самые первые из известных местных соборов проводились во II веке, а к 300 году собрание епископов провинции стало привычным способом церковного управления. После того как император Константин I провозгласил терпимость относительно христиан (313 год) и преследования закончились, епископы из многих провинций получили возможность собраться в общем соборе. Тем не менее идея Вселенского собора и его специфическое значение развивались медленно. Церковь в общеимперском масштабе начала проводить Вселенские соборы, что подразумевало участие представителей всех поместных церквей, — обычно по инициативе Ромейских (византийских) императоров, нередко председательствовавших на них и придававших их решениям статус государственных законов. У Булгакова:
На протяжении первых IX веков Вселенскими Соборами называются соборы, которые при содействии светской (императорской) власти составлялись из епископов христианской Церкви из различных частей Греко-римской империи — ойкумены (греч. οἰκουμένη, лат. orbis terrariim) и так называемых варварских стран для суждения о предметах догматических и канонических. Император, как страж (лат. custos) веры и Церкви, созывал собор, делал ассигновку на расходы, назначал место его заседаний, переводил из одного города в другой, лично присутствовал и пользовался почетным председательством, или назначал своих чиновников для наблюдения за порядком, распускал собор и по предложению собора скреплял акты собора своею подписью.

## Признаки Вселенских соборов
Вселенским соборам присущи внешние и внутренние отличительные признаки.
К внешним признакам Вселенских соборов относятся:
- участие в соборе представителей всех поместных церквей в лице предстоятелей церквей, епископов или их заместителей, уполномоченных и посланных (легатов) от них;
- каноническая правильность в порядке созыва собора, формирования состава участников, ведения и объявления определений собора;
- признание собора Вселенским всеми поместными церквами, как теми, от которых епископы присутствовали на нём, так и теми, от которых на нём не было представителей.

Внутренние признаки Вселенских соборов:
- соответствие его постановлений Священному Писанию, апостольскому преданию, вероучению и правилам Вселенской Церкви всех предшествующих веков;
- единодушное выражение на нём вероучения, которого все поместные церкви держались и держатся везде и всегда;
- свойственная в церкви только Вселенским соборам законодательная деятельность (составление символов веры и изложение догматов).

В разрешении вопросов об истинах вероучения и нравоучения Вселенский собор обладает свойством непогрешимости, как орган Вселенской Церкви, руководимый Святым Духом.
Догматические определения и каноны Вселенских соборов помещаются в «Книге правил», определения и судебные решения — в «Деяниях».

## Вселенские соборы и поместные церкви
Исторически сложилось, что разные христианские церкви по-разному относятся к Вселенским соборам и имеют своё мнение об их количестве. Исходя из основных признаков Вселенского собора, а именно «признание собора Вселенским всеми поместными церквами» и «единодушное выражение на нём вероучения, которого все поместные церкви держались и держатся везде и всегда», бесспорным статусом Вселенского собора, из числа так именуемых, обладают только первые два, поскольку признаются Вселенскими всеми поместными церквями и их решения не вызывают возражений ни у кого.
Два Вселенских собора признаются Ассирийской церковью Востока, изначально бывшей самоотстраненной от процесса развития догматов в Римской империи в силу своей изолированности в зороастрийской Персии. По причине неактуальности для Ассирийской Церковью Востока проведённых в Византии соборов их решения принимались ею много позже. Так, Никейский собор 325 года был принят на поместном соборе АЦВ под председательством католикоса Армении Мар Акака в 410 году, то есть почти через столетие, незадолго до III собора. А Константинопольский собор 381 года принят в 554 г. на соборе Мар Йосепа, то есть почти через два столетия, когда был уже проведён не только III Эфесский собор 431, осуждавший Нестория, но и Халкидонский собор 451 года и II Константинопольский собор 553 года, на котором каноническое единство АЦВ с Церковью Запада (нынешними православными и католиками) было разрушено. В настоящее время невозможно и евхаристическое единство хотя бы потому, что учение АЦВ о евхаристии, воспринятое протестантами, делает её безусловно неправославной несмотря на то, что православные и Церковь Востока не анафематствовали друг друга. Всё это косвенно свидетельствует о том, что мнение Церкви Востока о количестве и важности Вселенских соборов: по её мнению, III и последующий соборы были только поместными соборами Церкви Запада, хотя некоторые их решения (например, осуждение платонизма и оригенизма на II Константинопольском соборе) Церковь Востока приняла — не может служить несомненным критерием подтверждения статуса последующих соборов для остальных церквей.
Иначе относились к Вселенским соборам миафизитские Древневосточные православные церкви (Ориентальные древнеправославные церкви), активно участвовавшие в христианском догматотворчестве, как принимая участие в соборах, так и высказывая своё к ним отношение после и часто принимая отдельные их решения. Древневосточные православные церкви времён христологических споров представляли собой подавляющее большинство региональных поместных церквей (против одного Рима и колеблющегося во мнениях Константинополя, все восточные патриархаты в империи и за её пределами, что было подано как «национальный сепаратизм»), а потому неприятие решений Халкидонского и последующих соборов Древневосточными миафизитскими церквами, лишило, на их взгляд, эти соборы основных признаков Вселенских соборов и вообще каких бы то ни было соборов. Соответственно, Древневосточными миафизитскими церквами признаются только три Вселенских собора, остальные соборы они отказываются признать даже поместными.
Что касается православных церквей византийской традиции, то они все признают семь Вселенских соборов, проводившихся до Великого церковного раскола. Вопрос непризнания соборов, начиная от Халкидонского, Вселенскими соборами и вообще соборами миафизитскими церквами Церковью Византии решался тем, что Вселенная (Ойкумена) в сознании греков и латинян ассоциировалась с Римской империей, а сама Вселенская церковь — с патриархатами, признающими духовное первенство римских епископов и административную власть над церковью императоров. Не считающиеся с такой логикой Древневосточные церкви были объявлены антихалкидонскими имперскими церквами, «отпавшими от Вселенской церкви», и их мнение о количестве и статусе соборов с тех пор в расчёт не принималось, почему и все последующие соборы считались Вселенскими.
С постепенным ослаблением политического влияния Византии, в особенности после разделения церквей — двух половин некогда единой Церкви Римской империи в 1054 году, западная Римская церковь, соотнося кафоличность (как непременный признак одной неделимой Вселенской церкви) только с епископской кафедрой Рима и считая все остальные поместные церкви «отпавшими от единства с кафедрой Петра», стала именовать свои соборы Вселенскими, соответственно присваивая им порядковые номера.
Таким образом, до настоящего времени, с точки зрения Римской Католической церкви, состоялся 21 Вселенский собор.

## Список соборов
Полужирным шрифтом выделены поместные соборы, по значению соответствующие статусу Вселенских.
| №                        | Собор                                  | Годы      | Католическая церковь | Православные церкви | Протестантские церкви | Древневосточные церкви | Доэфесские церкви |
| ------------------------ | -------------------------------------- | --------- | -------------------- | ------------------- | --------------------- | ---------------------- | ----------------- |
| I                        | Первый Никейский собор                 | 325       | X                    | X                   | X                     | X                      | X                 |
| II                       | Первый Константинопольский собор       | 381       | X                    | X                   | X                     | X                      | X                 |
| III                      | Эфесский собор                         | 431       | X                    | X                   | X                     | X                      |                   |
| -                        | Второй Эфесский собор                  | 449       |                      |                     |                       | X                      |                   |
| IV                       | Халкидонский собор                     | 451       | X                    | X                   | X                     |                        |                   |
| -                        | Третий Эфесский собор                  | 475       |                      |                     |                       | X                      |                   |
| V                        | Второй Константинопольский собор       | 553       | X                    | X                   |                       |                        |                   |
| VI                       | Третий Константинопольский собор       | 680—681   | X                    | X                   |                       |                        |                   |
| -                        | Трулльский собор                       | 691—692   |                      | X                   |                       |                        |                   |
| VII                      | Второй Никейский собор                 | 787       | X                    | X                   |                       |                        |                   |
| VIII                     | Четвёртый Константинопольский собор I  | 869—870   | X                    |                     |                       |                        |                   |
| -                        | Четвёртый Константинопольский собор II | 879—880   |                      | X                   |                       |                        |                   |
| Великая схизма (1054)    |                                        |           |                      |                     |                       |                        |                   |
| IX                       | Первый Латеранский собор               | 1123      | X                    |                     |                       |                        |                   |
| X                        | Второй Латеранский собор               | 1139      | X                    |                     |                       |                        |                   |
| XI                       | Третий Латеранский собор               | 1179      | X                    |                     |                       |                        |                   |
| XII                      | Четвёртый Латеранский собор            | 1215      | X                    |                     |                       |                        |                   |
| XIII                     | Первый Лионский собор                  | 1245      | X                    |                     |                       |                        |                   |
| XIV                      | Второй Лионский собор                  | 1274      | X                    |                     |                       |                        |                   |
| XV                       | Вьеннский собор                        | 1311—1312 | X                    |                     |                       |                        |                   |
| -                        | Пятый Константинопольский собор        | 1341—1351 |                      | X                   |                       |                        |                   |
| XVI                      | Констанцский собор                     | 1414—1418 | X                    |                     |                       |                        |                   |
| XVII                     | Ферраро-Флорентийский собор            | 1438—1445 | X                    |                     |                       |                        |                   |
| XVIII                    | Пятый Латеранский собор                | 1512—1517 | X                    |                     |                       |                        |                   |
| Начало Реформации (1517) |                                        |           |                      |                     |                       |                        |                   |
| XIX                      | Тридентский собор                      | 1545—1563 | X                    |                     |                       |                        |                   |
| -                        | Иерусалимский собор                    | 1672      |                      | X                   |                       |                        |                   |
| XX                       | Первый Ватиканский собор               | 1869—1870 | X                    |                     |                       |                        |                   |
| XXI                      | Второй Ватиканский собор               | 1962—1965 | X                    |                     |                       |                        |                   |

### Вселенские соборы, признаваемые Православной, Католической, Протестантскими, Древневосточными церквами
См. также Апостольский собор 
- Первый Вселенский собор 325 г. — I Никейский. Принятие Символа веры, осуждение арианства, определение времени празднования Пасхи. Также он постановил, что Христос вочеловечился, то есть имел не только тело человека, но и человеческую душу[5].
- Второй Вселенский собор 381 г. — I Константинопольский. Повторное осуждение арианства; формулирование православного учения о Святой Троице, дополнение Никейского Символа веры. Собор поясняет, что человечность Христа не есть преграда, чтобы быть Ему и Богом[5].

### Вселенские соборы, признаваемые Православной, Католической, Протестантскими и Древневосточными православными церквами
- Третий Вселенский собор 431 г. — Эфесский. Осуждение Нестория[5]. Запрет изменений Никео-Цареградского Символа веры («да не отменяется Символ веры трёхсот восемнадцати отцев, бывших на Соборе в Никее…» — 1-е правило Собора). Также этот собор поясняет, что человеческая природа Христа взята без всякого изъяна, неизменной. Этот собор не признаётся Ассирийской церковью Востока и Древней Ассирийской церковью Востока.

### Вселенские соборы, признаваемые Православной, Католической и Протестантскими церквами
- Четвёртый Вселенский собор 451 г. — Халкидонский (осуждение монофизитства)[5].

### Вселенские соборы, признаваемые Православной и Католической церквами
- Пятый Вселенский собор 553 г. — II Константинопольский (Признание Богородицы Приснодевой, осуждение платонизма, оригенизма, несторианских сочинений и, повторно, монофизитства)[5].
- Шестой Вселенский собор 680—681 гг. — III Константинопольский (осуждение монофелитства)[5] (Трулльский собор, «Пято-шестой собор», 691 года в православии рассматривается как продолжение Шестого Вселенского Собора, изначально не признан за пределами Византийской империи, Римо-Католической Церковью не признан до настоящего времени).
- Седьмой Вселенский собор 787 г. — II Никейский (осуждение иконоборчества). Собор отмечает, что поскольку Христос был человеком, имеют право на существование иконы с его изображением[5].

### Соборы, называемые Вселенскими некоторыми богословами и иерархами Православной церкви
Эти соборы не имеют официального статуса Вселенских и считаются поместными, но в литературе встречается именование их Вселенскими. Тем не менее, предсоборные совещания, проводимые при подготовке нового Всеправославного собора, не признали эти соборы Вселенскими.
8. Большой Софийский собор 879—880 гг. — IV Константинопольский (восстановление Фотия на Константинопольском престоле, осуждение филиокве и анафематствование любых изменений Никео-Константинопольского Символа веры). В греческих Церквях единодушно признаётся фактическим Восьмым Вселенским.
9. 1341—1351 гг. — V Константинопольский (подтвердил богословие исихазма архиепископа Григория Паламы и осудил противостоявших ему философа Варлаама и других антипаламитов).

### Соборы, признаваемые только Католической церковью
8. 869—870 гг. — IV Константинопольский (другой) (осуждение Константинопольского патриарха Фотия). Собор обнаружил острые противоречия между западно-христианскими и восточно-христианскими церквями; различные церкви оценивают собор различно: Католическая церковь признаёт его VIII Вселенским, Православная — не признаёт.
9. 1123 г. — I Латеранский (утверждение Вормсского конкордата, положившего конец борьбе за инвеституру).
10. 1139 г. — II Латеранский (осуждение Арнольда Брешианского).
11. 1179 г. — III Латеранский (осуждение вальденсов, катаров, установление порядка избрания папы римского).
12. 1215 г. — IV Латеранский (осуждение альбигойцев, вальденсов, санкционирование инквизиции).
13. 1245 г. — I Лионский (отлучение Фридриха II Гогенштауфена).
14. 1274 г. — II Лионский (уния с Православной Церковью).
15. 1311—1312 гг. — Вьеннский (упразднение ордена тамплиеров).
16. 1414—1418 гг. — Констанцский (положил конец «великому расколу», казнь Яна Гуса, осуждение Джона Уиклифа).
17. 1438—1445 гг. — Ферраро-Флорентийский (рассмотрение вопросов, препятствующих воссоединению (унии) западных и восточных церквей, догмат о чистилище).
18. 1512—1517 гг. — V Латеранский (церковная реформа).
19. 1545—1563 гг. — Тридентский (контрреформация, литургическая реформа).
20. 1869—1870 гг. — I Ватиканский (догмат о папской непогрешимости в вопросах веры и морали).
21. 1962—1965 гг. — II Ватиканский (литургическая реформа, частичное допущение использования народных языков).

### Соборы, претендующие на статус Вселенских, признаваемые только Древневосточными церквями
1. 449 г. — Второй Эфесский собор
2. 475 г. — Третий Эфесский собор

### Непризнанные соборы
1. 355 г. — Миланский собор (репрессии ариан против их противников. Собор не признан ни одной из современных церквей).
2. 754 г. — Первый Иконоборческий собор.
3. 815 г. — Второй Иконоборческий собор (отмена решений Второго Никейского собора).

## Подготовка Всеправославного собора Православной церкви
В 1920-х, 1960-х и 1990-х годах предпринимались попытки начать подготовку к созыву Восьмого Вселенского собора Православной церкви, но все они заканчивались ничем. В 2009-м году был проведен последний на сегодняшний день Собор Русской Православной Церкви.
В последнее время сторонники созыва собора, в том числе в крупнейшей из поместных церквей — Русской православной церкви, вновь активизировались.

В соответствии с практикой Православной церкви, признать Вселенским собор может только последующий собор (как правило, тоже Вселенский). В случае созыва такого собора, ожидается признание в качестве Вселенского Константинопольского собора 879—880 годов, запретившего добавление к Символу веры и признавшего Вселенским 7-й собор.

## Другое значение
Согласно Н. Ф. Каптереву, «вселенскими» иногда в документах XVII—XVIII веков называли некоторые земские соборы (например, тот, который избирал на царство Михаила Фёдоровича).